# Гел Вінклер
Гарольд Ленг Вінклер (англ. Harold Lang Winkler; 20 березня 1894, Гретна, Манітоба — 29 травня 1956, Вінніпег) — канадський хокеїст, що грав на позиції воротаря.
Володар Кубка Стенлі.

## Ігрова кар'єра
Професійну хокейну кар'єру розпочав 1921 року.
Протягом професійної клубної ігрової кар'єри, що тривала 8 років, захищав кольори команд «Едмонтон Ескімос», «Нью-Йорк Рейнджерс», «Калгарі Тайгерс» та «Бостон Брюїнс».
Усього провів 75 матчів у НХЛ, включаючи 10 ігор плей-оф Кубка Стенлі.
У 1929 році, граючи за команду «Бостон Брюїнс», став володарем Кубка Стенлі.